# Jean-Baptiste Alexandre Damase de Chaudordy
Le comte Jean-Baptiste-Alexandre-Damase de Chaudordy ou Jean-Baptiste-Alexandre-Damaze de Chaudordy est un diplomate et un homme politique français, né à Agen le 4 décembre 1826, décédé le 26 mars 1899 à Paris. Il fut notamment ambassadeur de France en Suisse et en Espagne, et le représentant de la France à la conférence de Constantinople en 1876 et 1877.

## Biographie
Petit-fils d'un notaire, fils du comte Jean-Baptiste-Thomas de Chaudourdy (1781-1849), avocat, député du Lot-et-Garonne de 1844 à 1848, président de la chambre d'Agen, Jean-Baptiste Alexandre Damaze de Chaudordy naît à Agen le 4 décembre 1826. Il passe son enfance au château de Laclotte, bâtisse érigée par son père dans les années 1820 sur la commune de Castelculier. Après des études à Henri IV et Louis-le-Grand, il est blessé en participant à la répression des barricades de juin 1848 au sein de la garde nationale.
La même année, il rejoint le ministère des Affaires étrangères, au sein duquel il occupe successivement les fonctions d'attaché à l'ambassade de Rome (1850) — Pie IX le fait comte romain —, puis de secrétaire d'ambassade à Londres, Weimar, Madrid et Copenhague. Sous-chef du cabinet du ministre en octobre 1862, sous-directeur du cabinet en 1866, il est nommé ministre plénipotentiaire en 1867. Directeur de cabinet du ministre des Affaires étrangères, Henri de La Tour d'Auvergne, lors de la journée révolutionnaire du 4 septembre 1870, il est maintenu dans ses fonctions par Jules Favre et délégué du gouvernement de la Défense nationale à Tours le 16 septembre, durant le siège de Paris. Après l'arrivée de Léon Gambetta (9 octobre), il noue avec lui des relations marquées par l'estime mutuelle et s'efforce de rompre l'isolement diplomatique de la France, cherchant notamment à obtenir la médiation du Royaume-Uni.
Le 8 février 1871, il est élu député du Lot-et-Garonne à l'Assemblée nationale, le 2e sur 6, avec 58 057 voix sur 76 859 votants et 103 962 inscrits. Siégeant sur les bancs de l'Union des droites, il vote pour les prières publiques, l'abrogation des lois d'exil, le pouvoir constituant de l'Assemblée (30 août 1871), l'acceptation de la démission de la présidence de la République d'Adolphe Thiers (24 mai 1873), la circulaire Pascal (10 juin), l'arrêté contre les enterrements civils (24 juin), le septennat, le maintien de l'état de siège, le gouvernement de Broglie (16 mai 1874) ; contre le retour du parlement à Paris (3 février 1872) et la dissolution de l'Assemblée (29 juillet 1874) ; il s'abstient sur la paix (1er mars 1871). Il vote de même concernant l'amendement Wallon (30 janvier 1875) et l'ensemble des lois constitutionnelles de 1875 (25 février), se démarquant ainsi de la politique d'Ordre moral du gouvernement Ernest Courtot de Cissey.
Il est nommé ambassadeur près la Confédération suisse à Berne le 6 décembre 1873, puis à Madrid le 5 septembre 1874. Représentant de la France à la Conférence de Constantinople, il refuse le poste d'ambassadeur à Constantinople au moment de la Guerre russo-turque de 1877-1878. De retour à Madrid, il est mis en disponibilité le 11 décembre 1878, avant d'être nommé par le gouvernement Léon Gambetta ambassadeur à Saint-Pétersbourg le 27 décembre 1881. Toutefois, il est remplacé dès le 21 février 1882 — après la chute du gouvernement Gambetta — par l'amiral Jaurès, et rejoint la Commission des Archives diplomatiques au ministère des Affaires étrangères.

## Décorations
Il est nommé chevalier de la Légion d'honneur le 14 août 1863, officier le 30 août 1866, commandeur le 2 mai 1876 et grand officier de la Légion d'honneur le 17 mars 1888.
Il est fait grand-croix de l'ordre de Charles III d'Espagne en juin 1876.

## Culture
Il a légué à sa ville natale sa collection espagnole, parmi laquelle : cinq Goya, dont un Autoportrait et Le Ballon, accompagnés par des œuvres de ses suiveurs comme Eugenio Lucas Velázquez (Le Garrot). Ces œuvres sont aujourd'hui exposées au Musée des beaux-arts d'Agen.

## Œuvres
- La France à la suite de la guerre de 1870-1871, la France à l'intérieur, la France à l'extérieur, E. Plon, Nourrit et Cie, 1887 ; p. 136 (lire en ligne)
- De l'État politique de la nation française, E. Plon, Nourrit et Cie, 1888 ; p. 49 (lire en ligne)
- La France en 1889, E. Plon, Nourrit et Cie, 1889 ; p. 284
- Considérations sur l'état de la France à l'intérieur, E. Plon, Nourrit et Cie, 1895 ; p. 69
- Considérations sur la politique extérieure et coloniale de la France, E. Plon, Nourrit et Cie, 1897 ; p. 116
- La France et la question d'Orient, E. Plon, Nourrit et Cie, 1897 ; p. 34 (lire en ligne)

## Pour aller plus loin

### Sources bibliographiques
: document utilisé comme source pour la rédaction de cet article.
- Adolphe Robert et Gaston Cougny, Dictionnaire des parlementaires français de 1789 à 1889, vol. II, Paris, Edgar Bourloton, 1889-1891 (lire en ligne), p. 74.
- Sylvie Guillaume et Bernard Lachaise (Université Bordeaux-Montaigne. Centre aquitain de recherches en histoire contemporaine), Dictionnaire des parlementaires d'Aquitaine sous la Troisième République, Talence, Presses Universitaires de Bordeaux, 1998, br, couv. ill.; 624, 24 cm (ISBN 2-86781-231-3 et 9782867812316, OCLC 468077217, BNF 37035405, SUDOC 045199868, présentation en ligne, lire en ligne), p. 436 à 439.